# Reinhart Ahlrichs
Reinhart Ahlrichs (16. ledna 1940, Göttingen – 12. října 2016, Heidelberg) byl německý teoretický chemik.

## Životopis
Ahlrichs studoval fyziku na Ludwig-Maximilians-Universität München a na univerzitě v Göttingenu, kde v roce 1965 získal diplom. 1968 promoval na doktora u Wernera A. Bingela (1922–2011).
V období 1968–69 byl Ahlrichs vědeckým pracovníkem u Wernera Kutzelnigga (* 1933) na univerzitě v Göttingenu.
Jako Postdoctoral Fellow u Clemense C. J. Roothaana (* 1918) pracoval Ahlrichs v letech 1969 až 1970 na University of Chicago.
Po období vědecké činnosti, 1970 až 1975, v Karlsruhe, byl Ahlrichs od roku 1975 profesorem teoretické chemie na Karlsruher Institut für Technologie a působil na Institut für Nanotechnologie. Jeho výzkum je zaměřen na kvantovou chemii. Jeho pracovní skupina se podílí na projektu TURBOMOLE. V roce 2008 se stal emeritním profesorem.

## Členství
- International Academy of Quantum Molecular Science (od 1992)
- Heidelberger Akademie der Wissenschaften (od 1991)
- Akademie der Wissenschaften zu Göttingen (od 2008)